# Manuel Correia Fernandes
Manuel Correia Fernandes (Espinho, 1941), é um arquitecto e professor universitário português.
Licenciou-se na Escola Superior de Belas Artes do Porto em 1966.
Começou a exercer a profissão de arquitecto assim que terminou o curso e em 1999, juntamente com a designer Ana Maria Tavares Cunha Fernandes, o economista Simão Cunha Fernandes e o arquitecto André Cunha Fernandes, formou a sociedade "Manuel Correia Fernandes, Arquitecto & Associados, Lda."
Esteve em Angola, entre 1969 e 1971, onde foi arquiteto militar.
Em 1972 começou a lecionar na Escola Superior de Belas Artes do Porto e, seguidamente, na Faculdade de Arquitectura da Universidade do Porto onde esteve até 2009.
Professor catedrático aposentado deu a sua última aula, intitulada "Viagem" a 27 de Maio de 2010, no auditório Fernando Távora na Faculdade de Arquitectura da Universidade do Porto.

## Obras
É da sua autoria o conjunto habitacional corporativo de Aldoar, no Porto, o qual integra três diferentes corporativas de habitação, edificado em três fases, entre 1979 e 1996.

## Prémios
- 1987 - Prémio Nacional de Arquitectura da Associação dos Arquitectos Portugueses.
- 1993 - Prémio anual do Instituto Nacional de Habitação, pela cooperativa de habitação de Nova Ramalde, no Porto.
- 2001 - Menção Honrosa do prémio anual do Instituto Nacional de Habitação, pelo conjunto habitacional do Ilhéu (PER), no Porto.
- 2003 - Prémio anual do Instituto Nacional de Habitação, pelo conjunto habitacional de Telheiras em Matosinhos.
- 2004 - Prémio especial Fernando Belaúnde Terry (Lima, Peru), pela autoria do conjunto habitacional cooperativo de Aldoar, no Porto.
- 2005 (9 de junho) - Grau de Grande-Oficial da Ordem da Instrução Pública.[1]